# Phyllodactylus homolepidurus
Phyllodactylus homolepidurus este o specie de șopârle din genul Phyllodactylus, familia Gekkonidae, descrisă de Smith 1935. A fost clasificată de IUCN ca specie cu risc scăzut.

## Subspecii
Această specie cuprinde următoarele subspecii:
- P. h. homolepidurus
- P. h. nolascoensis